# Chemische tuin

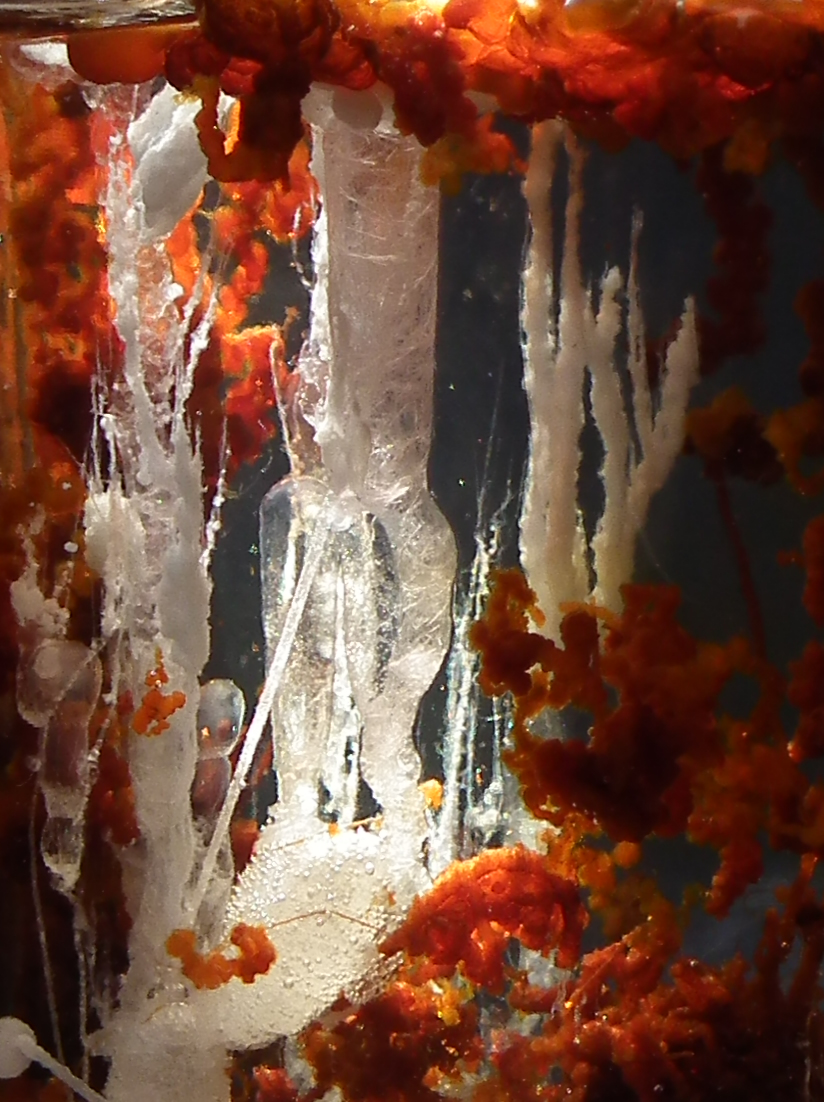
Detailopname van een chemische tuin.

De chemische tuin is een populaire demonstratie in de anorganische chemie.

## Opstelling en werking
Bij een dergelijke opstelling wordt een aantal korrels van verschillende gekleurde oplosbare metaalzouten, zoals nitraten, sulfaten, chloriden of bromiden van chroom, mangaan, ijzer, kobalt, nikkel en koper in een 1:2 verhouding van waterglas en water gebracht. De oplossing wordt vervolgens met rust gelaten. De metaalzouten gaan in oplossing en vallen uiteen in ionen (dissociatie). Een voorbeeld is koper(II)nitraat:
{\displaystyle \mathrm {Cu(NO_{3})_{2}\ \longrightarrow \ Cu^{2+}\ +\ 2\ NO_{3}^{-}} }
De oplossing bevat echter ook silicaat-ionen en koper(II)silicaat is niet erg oplosbaar:
{\displaystyle \mathrm {Cu^{2+}\ +\ SiO_{3}^{2-}\ \longrightarrow \ CuSiO_{3}\downarrow } }
Er ontstaat dan rond de korrel kopernitraat een kleine laag kopersilicaat. Dit materiaal verhindert de uitstroming van koper- en nitraationen de oplossing in. Een dergelijk semipermeabel materiaal verhindert echter niet dat de watermoleculen de andere kant op bewegen. Binnen de silicaathuid lost meer kopernitraat op en er ontstaat daar een geconcentreerde oplossing. Door osmose dringt er steeds meer water de silicaathuid binnen tot de druk binnen de huid zo groot wordt dat deze knapt en de kopernitraat-oplossing in direct contact komt met de waterglasoplossing. Dan ontstaat er een nieuwe huid en het proces herhaalt zich. Omdat de vloeistof binnenin de laag net iets minder dicht is dan de omliggende silicaatoplossing, groeit de laag naar boven toe, zodat lange vertakkingen ontstaan.
Het eindresultaat is een grillig gevormd silicaatkristal, al dan niet met vertakkingen, die steeds verder de oplossing ingroeit totdat alle metaal in metaalsilicaat is omgezet.

## Gebruikte zouten
Enkele gebruikte zouten met hun kleur zijn:
- Aluminiumkaliumsulfaat (wit)
- Calciumchloride (wit)
- Chroom(III)chloride (groen)
- Chroom(III)nitraat (paars)
- IJzer(II)sulfaat (groen)
- IJzer(III)chloride (geel-oranje)
- Kobalt(II)chloride (paars)
- Kobalt(II)sulfaat (oranje)
- Koper(I)bromide (donkergroen)
- Koper(II)sulfaat (blauw)
- Mangaan(II)chloride (roze)
- Mangaan(II)sulfaat (roze)
- Nikkel(II)bromide (lichtblauw)
- Nikkel(II)nitraat (groen)
- Nikkel(II)sulfaat (blauwgroen)